# Nati nel 1980/Marzo
| Questa pagina contiene informazioni ricavate automaticamente dalle voci biografiche con l'ausilio del template Bio e di un bot. L'aggiornamento è periodico e automatico e ricostruisce completamente la pagina. Se manca una persona in questa lista, sei pregato di non aggiungerla, ma accertati piuttosto che la sua voce biografica contenga il template Bio e che i dati anagrafici siano correttamente compilati. Se il template Bio manca, inseriscilo tu stesso o, in alternativa, metti l'avviso {{tmp\|Bio}} che ne segnala la mancanza. Se i dati riportati sono sbagliati, correggi direttamente la voce biografica; le modifiche saranno visibili in questa lista entro pochi giorni. Per chiarimenti vedi il progetto biografie. La lista contiene solo le 394 persone che sono citate nell'enciclopedia e per le quali è stato implementato correttamente il template Bio. Pagina aggiornata al 10 ago 2025. |

- 1º marzo - Shahid Afridi, crickettista pakistano
- 1º marzo - Gennaro Bracigliano, allenatore di calcio e ex calciatore francese
- 1º marzo - Salvatore Calò, ex calciatore svizzero
- 1º marzo - Carlos Curbelo, politico statunitense
- 1º marzo - Diego Gavilán, ex calciatore paraguaiano
- 1º marzo - Rhys Griffiths, calciatore gallese
- 1º marzo - Sercan Güvenışık, ex calciatore turco
- 1º marzo - Lars Lafton, ex calciatore norvegese
- 1º marzo - Anna Semenovič, pattinatrice, ballerina e cantante russa
- 1º marzo - Djimi Traoré, allenatore di calcio e ex calciatore maliano
- 1º marzo - Rudolf Urban, calciatore slovacco
- 2 marzo - Juma Al-Wahaibi, calciatore omanita
- 2 marzo - Ingrid Bolsø Berdal, attrice e cantante norvegese
- 2 marzo - Rebel Wilson, attrice, sceneggiatrice e comica australiana
- 2 marzo - Diego Ciorciari, ex cestista e allenatore di pallacanestro argentino
- 2 marzo - Zuhal Demir, avvocato e politica belga
- 2 marzo - Sunny Lane, attrice pornografica, modella e ex pattinatrice statunitense
- 2 marzo - Edmund McMillen, autore di videogiochi statunitense
- 2 marzo - Mustapha Mrani, ex calciatore marocchino
- 2 marzo - Eleonora Scopelliti, ballerina, coreografa e attrice italiana
- 2 marzo - Daniel Stieglitz, regista cinematografico, sceneggiatore e illustratore tedesco
- 3 marzo - Anmary, cantante lettone
- 3 marzo - Michael Henrich, ex hockeista su ghiaccio canadese
- 3 marzo - Pavel Krmaš, ex calciatore ceco
- 3 marzo - Meiling Melançon, attrice e modella filippina
- 3 marzo - Gianluca Vizziello, pilota motociclistico italiano
- 3 marzo - Katherine Waterston, attrice statunitense
- 4 marzo - Gaia Bolognesi, doppiatrice italiana
- 4 marzo - Rohan Bopanna, tennista indiano
- 4 marzo - Omar Bravo, ex calciatore messicano
- 4 marzo - Dawn Cressman, ex cestista canadese
- 4 marzo - Mamady Doumbouya, militare guineano
- 4 marzo - Alex Ribeiro Garcia, cestista brasiliano
- 4 marzo - Giedrius Gustas, allenatore di pallacanestro e ex cestista lituano
- 4 marzo - Scott Hamilton, rugbista a 15 neozelandese
- 4 marzo - Colin Healy, ex calciatore irlandese
- 4 marzo - Jeong Da-bin, attrice sudcoreana († 2007)
- 4 marzo - Kenneth Maronie, ex nuotatore dominicense
- 4 marzo - Manuel Ortlechner, ex calciatore austriaco
- 4 marzo - Sergej Zinov'ev, ex hockeista su ghiaccio russo
- 5 marzo - Andrea Bari, ex pallavolista italiano
- 5 marzo - Yan Bartelemí, pugile cubano
- 5 marzo - Jessica Boehrs, attrice e cantante tedesca
- 5 marzo - Sabrina Buchholz, ex biatleta tedesca
- 5 marzo - Monica Comegna, attrice italiana († 2023)
- 5 marzo - Juan Ramón Fernández, ex calciatore argentino
- 5 marzo - Simone Gandolfo, attore e regista italiano
- 5 marzo - Tobias Grahn, ex calciatore svedese
- 5 marzo - Renan Luce, cantautore francese
- 5 marzo - Luca Moretti, ex sciatore alpino italiano
- 5 marzo - Tomas Nagys, ex cestista lituano
- 5 marzo - Nathaniel Rich, romanziere, saggista e giornalista statunitense
- 5 marzo - Shay Carl, youtuber, imprenditore e attore statunitense
- 5 marzo - Elisa Trevisan, multiplista italiana
- 5 marzo - Peter Van Rompuy, politico belga
- 5 marzo - Viktoria Winge, attrice e modella norvegese
- 6 marzo - Patrik Anttonen, ex calciatore svedese
- 6 marzo - Daniel Arnold, fotografo statunitense
- 6 marzo - Georgij Balakšin, pugile russo
- 6 marzo - Emílson Cribari, ex calciatore brasiliano
- 6 marzo - Shaun Evans, attore britannico
- 6 marzo - Ľuboš Hajdúch, ex calciatore slovacco
- 6 marzo - Katie Herzig, cantautrice e musicista statunitense
- 6 marzo - Emma Igelström, ex nuotatrice svedese
- 6 marzo - Sisa Koyamaibole, rugbista a 15 figiano
- 6 marzo - Yaroslav Kozin, pentatleta ucraino
- 6 marzo - Davit Shengelia, scacchista georgiano
- 6 marzo - Rodrigo Taddei, ex calciatore brasiliano
- 6 marzo - Carlos Vermut, regista, sceneggiatore e fumettista spagnolo
- 7 marzo - Felipe Andreoli, bassista brasiliano
- 7 marzo - Herbert Ballerina, comico e attore italiano
- 7 marzo - Murat Boz, cantante e attore turco
- 7 marzo - Byeon Yeon-ha, ex cestista sudcoreana
- 7 marzo - Will Chalker, supermodello inglese
- 7 marzo - Fabio De Masi, politico tedesco
- 7 marzo - Adriano José Faggian Galvão, ex cestista brasiliano
- 7 marzo - Olli-Pekka Karjalainen, martellista finlandese
- 7 marzo - Shaka King, regista, sceneggiatore e produttore cinematografico statunitense
- 7 marzo - Guillaume Moullec, ex calciatore francese
- 7 marzo - Patrick Mutombo, ex cestista e allenatore di pallacanestro della Repubblica Democratica del Congo
- 7 marzo - Hideo Ōshima, ex calciatore giapponese
- 7 marzo - Laura Prepon, attrice statunitense
- 7 marzo - Fabien Raddas, ex calciatore francese
- 7 marzo - Pablo Santillo, ex calciatore argentino
- 7 marzo - Svetlana Shikshina, goista russa
- 7 marzo - Elisabete Tavares, ex astista portoghese
- 7 marzo - Dīmītrīs Tsaldarīs, ex cestista e allenatore di pallacanestro greco
- 7 marzo - Fabiana de Oliveira, pallavolista brasiliana
- 8 marzo - Fabián Canobbio, ex calciatore uruguaiano
- 8 marzo - Aaron Escolopio, batterista statunitense
- 8 marzo - Mohamadou Idrissou, ex calciatore camerunese
- 8 marzo - Iván Miranda, ex tennista peruviano
- 8 marzo - Ivan Putrov, ballerino ucraino
- 8 marzo - Aleksej Savikov, pentatleta russo
- 8 marzo - Andreý Sïdelʹnïkov, ex calciatore kazako
- 8 marzo - Lucie Vondráčková, cantante, attrice teatrale e attrice cinematografica ceca
- 8 marzo - Wojciech Waleczek, pianista polacco
- 8 marzo - Lavinia Wilson, attrice e regista tedesca
- 9 marzo - Matt Barnes, ex cestista statunitense
- 9 marzo - Volker Bruch, attore tedesco
- 9 marzo - Chingy, rapper e attore statunitense
- 9 marzo - Anna Clyne, compositrice inglese
- 9 marzo - Gideon Gathimba, mezzofondista keniota
- 9 marzo - Matthew Gray Gubler, attore, modello e regista statunitense
- 9 marzo - Mlungisi Gumbi, ex calciatore sudafricano
- 9 marzo - Morten Jensen, allenatore di calcio e ex calciatore norvegese
- 9 marzo - Sof'ja Konuch, ex pallanuotista russa
- 9 marzo - Damián Macaluso, ex calciatore uruguaiano
- 9 marzo - Phil Martin, ex cestista canadese
- 9 marzo - Thibaut Petit, allenatore di pallacanestro belga
- 9 marzo - Hélder Rosário, ex calciatore portoghese
- 10 marzo - Joel Alme, cantante svedese
- 10 marzo - Per-Gunnar Andersson, pilota di rally svedese
- 10 marzo - Antonia aus Tirol, cantante austriaca
- 10 marzo - Jan Cadieux, allenatore di hockey su ghiaccio e ex hockeista su ghiaccio canadese
- 10 marzo - Florin Cernat, dirigente sportivo e ex calciatore rumeno
- 10 marzo - William Chiroque, ex calciatore peruviano
- 10 marzo - John Finucane, politico e avvocato irlandese
- 10 marzo - Artëm Kuzjakin, ex cestista russo
- 10 marzo - Sara Maldonado, attrice messicana
- 10 marzo - Josué Mayard, ex calciatore canadese
- 10 marzo - Enrico Rotelli, scrittore, giornalista e traduttore italiano
- 10 marzo - Michael Weyermann, allenatore di sci alpino e ex sciatore alpino svizzero
- 11 marzo - Rich Hill, giocatore di baseball statunitense
- 11 marzo - Eric Kwekeu, calciatore camerunese
- 11 marzo - Lara Lugli, ex pallavolista italiana
- 11 marzo - Shawn Mather, ex hockeista su ghiaccio canadese
- 11 marzo - Chantry Mvié Nguéma, ex calciatore gabonese
- 11 marzo - Beata Naigambo, maratoneta namibiana
- 11 marzo - Mark Rober, youtuber e ingegnere statunitense
- 11 marzo - Diego Romano, ex calciatore argentino
- 11 marzo - Antonio Saturno, compositore, direttore d'orchestra e chitarrista italiano
- 11 marzo - Paul Scharner, ex calciatore austriaco
- 12 marzo - Francesco Abrignani, fumettista italiano
- 12 marzo - Carlos César dos Santos, ex calciatore brasiliano
- 12 marzo - Samantha Castillo, attrice venezuelana
- 12 marzo - Cristian Fiél, allenatore di calcio e ex calciatore tedesco
- 12 marzo - Benjamin Freidenberg, regista e sceneggiatore israeliano
- 12 marzo - Hafizah Sururul Bolkiah, principessa bruneiana
- 12 marzo - Ermin Jazvin, ex cestista bosniaco
- 12 marzo - Kevin Lyde, ex cestista statunitense
- 12 marzo - California Molefe, ex velocista botswano
- 12 marzo - Jens Mouris, ex pistard e ciclista su strada olandese
- 12 marzo - Jérémie N'Jock, ex calciatore camerunese
- 12 marzo - John-Paul Lavoisier, attore statunitense
- 12 marzo - Andrej Žekov, pallavolista bulgaro
- 13 marzo - Caron Butler, ex cestista e allenatore di pallacanestro statunitense
- 13 marzo - Flavia Cacace, ballerina italiana
- 13 marzo - Chao Na, ex nuotatrice cinese
- 13 marzo - Daniel Ferrón, ex calciatore andorrano
- 13 marzo - Josh Inman, canottiere statunitense
- 13 marzo - Kim Nam-gil, attore sudcoreano
- 13 marzo - Susanna Marchesi, ex ginnasta italiana
- 13 marzo - Kira Miró, attrice e conduttrice televisiva spagnola
- 13 marzo - Nathan Phillips, attore australiano
- 13 marzo - Tonči Pirija, ex calciatore croato
- 13 marzo - Alberto Pizzo, pianista e compositore italiano
- 13 marzo - Rafael Pereira da Silva, ex calciatore brasiliano
- 13 marzo - Lucian Sânmărtean, ex calciatore rumeno
- 13 marzo - Sun Jin, ex tennistavolista cinese
- 13 marzo - Salvatore Tavano, pilota automobilistico italiano
- 13 marzo - Jean-Patrick Wakanumuné, calciatore francese
- 14 marzo - Óscar Omar Ayala, ex calciatore paraguaiano
- 14 marzo - Noémi Besedes, attrice svizzera
- 14 marzo - Érik Boisse, schermidore francese
- 14 marzo - Darío Cajaravilla, ex calciatore argentino
- 14 marzo - Tiffany Dabek, ex tennista statunitense
- 14 marzo - Kristofer Michael Helgen, zoologo statunitense
- 14 marzo - Fëdor Licholitov, ex cestista russo
- 14 marzo - Pavel Londak, ex calciatore estone
- 14 marzo - Mercedes McNab, attrice canadese
- 14 marzo - Matthaios Voulgarakīs, pallanuotista greco
- 15 marzo - Shelley-Ann Brown, bobbista canadese
- 15 marzo - Elimane Coulibaly, allenatore di calcio e ex calciatore senegalese
- 15 marzo - Yannick Gagneur, ex cestista francese
- 15 marzo - Lucia Galeone, showgirl e ex modella italiana
- 15 marzo - Stefán Gíslason, ex calciatore islandese
- 15 marzo - Arnold Hunter, arbitro di calcio britannico
- 15 marzo - Ryan Jardine, ex hockeista su ghiaccio canadese
- 15 marzo - Josefin Lillhage, nuotatrice svedese
- 15 marzo - Jan Marsalek, ex dirigente d'azienda austriaco
- 15 marzo - Carlos Merino, ex calciatore spagnolo
- 15 marzo - Hugo Notario, ex calciatore argentino
- 15 marzo - Claudiney Ramos, calciatore brasiliano († 2013)
- 15 marzo - Aleksandr Rjazancev, ex hockeista su ghiaccio russo
- 15 marzo - Grégory Thil, ex calciatore francese
- 15 marzo - Mathias Wecxsteen, ex sciatore freestyle francese
- 16 marzo - Joaquín Berthold, attore, regista teatrale e regista televisivo argentino
- 16 marzo - Ovidiu Burcă, allenatore di calcio e ex calciatore rumeno
- 16 marzo - Todd Heap, ex giocatore di football americano statunitense
- 16 marzo - Ismail Mohamed, calciatore maldiviano
- 16 marzo - Luciano José Pereira da Silva, ex calciatore brasiliano
- 16 marzo - Felipe Reyes, ex cestista spagnolo
- 16 marzo - Bahri Tanrıkulu, taekwondoka turco
- 17 marzo - David Boucher, ex ciclista su strada francese
- 17 marzo - Danny Califf, ex calciatore statunitense
- 17 marzo - Kasia Cerekwicka, cantante polacca
- 17 marzo - Zack Fleishman, ex tennista statunitense
- 17 marzo - Torsten Hiekmann, ex ciclista su strada tedesco
- 17 marzo - Kazuo Homma, calciatore giapponese
- 17 marzo - Alessandro Mari, scrittore e traduttore italiano
- 17 marzo - Mehdy Mary, allenatore di pallacanestro e ex cestista francese
- 17 marzo - Katie Morgan, attrice pornografica statunitense
- 17 marzo - Davide Morosinotto, scrittore, traduttore e giornalista italiano
- 17 marzo - Tshepo Motlhabankwe, calciatore botswano
- 17 marzo - Anne Marie Müller, ex sciatrice alpina norvegese
- 17 marzo - Tuomas Planman, tastierista finlandese
- 17 marzo - Aisam-ul-Haq Qureshi, ex tennista pakistano
- 17 marzo - Tiê, cantautrice e chitarrista brasiliana
- 18 marzo - Robert Arias, ex calciatore costaricano
- 18 marzo - Sébastien Frey, ex calciatore francese
- 18 marzo - Aleksej Jagudin, ex pattinatore artistico su ghiaccio russo
- 18 marzo - Rebecca Lavelle, cantautrice australiana
- 18 marzo - Lavinia Longhi, attrice italiana
- 18 marzo - Danny Miller, ex cestista statunitense
- 18 marzo - Sophia Myles, attrice britannica
- 18 marzo - Megumi Ogawa, ex calciatrice giapponese
- 18 marzo - Johan Olsson, ex fondista svedese
- 18 marzo - Natal'ja Poklonskaja, avvocato, funzionaria e politica ucraina
- 18 marzo - Tuomas Saukkonen, cantante e chitarrista finlandese
- 18 marzo - Juliette Schoppmann, cantante tedesca
- 18 marzo - Primož Skerbinek, ex sciatore alpino sloveno
- 18 marzo - Vitalij Višnevskij, ex hockeista su ghiaccio russo
- 18 marzo - Tamatoa Wagemann, calciatore francese
- 19 marzo - Simone Barbato, attore, mimo e cantante lirico italiano
- 19 marzo - Michele Carminati, fumettista italiano
- 19 marzo - Antonella Costa, attrice italiana
- 19 marzo - Yann Devehat, ex cestista francese
- 19 marzo - Luca Ferri, ex calciatore italiano
- 19 marzo - Javier López, procuratore sportivo e ex calciatore argentino
- 19 marzo - Fabio Morena, dirigente sportivo, allenatore di calcio e ex calciatore tedesco
- 19 marzo - Lee Naylor, ex calciatore inglese
- 19 marzo - Agnes Pihlava, cantante polacca
- 19 marzo - Srebrenko Posavec, ex calciatore croato
- 19 marzo - Michel Renggli, ex calciatore svizzero
- 19 marzo - Koren Robinson, ex giocatore di football americano statunitense
- 19 marzo - Mikuni Shimokawa, cantante e compositrice giapponese
- 19 marzo - Adrian Sikora, calciatore polacco
- 20 marzo - Ivan Bartoš, politico ceco
- 20 marzo - Ivana Bazzano, ex pallamanista italiana
- 20 marzo - Jamal Crawford, ex cestista statunitense
- 20 marzo - Sarah Felberbaum, attrice, modella e conduttrice televisiva britannica
- 20 marzo - Adam Freier, ex rugbista a 15 e giornalista australiano
- 20 marzo - Krista Guloien, canottiera canadese
- 20 marzo - Pablo Infante, ex calciatore spagnolo
- 20 marzo - Robertas Javtokas, ex cestista e dirigente sportivo lituano
- 20 marzo - Aleksandr Evgen'evič Kobrin, pianista russo
- 20 marzo - Vital' Kutuzaŭ, giornalista, ex hockeista su ghiaccio e ex calciatore bielorusso
- 20 marzo - Mats Larsson, ex fondista svedese
- 20 marzo - Steve Logan, ex cestista statunitense
- 20 marzo - Omar Longhi, ex sciatore alpino italiano
- 20 marzo - Surprise Moriri, ex calciatore sudafricano
- 20 marzo - Mikk Murdvee, direttore d'orchestra e violinista estone
- 20 marzo - Ainhoa Santamaría, attrice spagnola
- 20 marzo - Michelle Snow, ex cestista statunitense
- 20 marzo - Vallan Symms, ex calciatore beliziano
- 21 marzo - Ronaldinho, ex calciatore brasiliano
- 21 marzo - Goran Bezina, allenatore di hockey su ghiaccio e ex hockeista su ghiaccio svizzero
- 21 marzo - Marit Bjørgen, ex fondista norvegese
- 21 marzo - Veigar Páll Gunnarsson, ex calciatore islandese
- 21 marzo - Andrej Kašečkin, ex ciclista su strada kazako
- 21 marzo - Niklas Kohrt, attore tedesco
- 21 marzo - Lee Jin, cantante e attrice sudcoreana
- 21 marzo - Anna Mickelson, canottiera statunitense
- 21 marzo - Peter Ofori-Quaye, ex calciatore ghanese
- 21 marzo - Deryck Whibley, cantante, chitarrista e produttore discografico canadese
- 21 marzo - Yang Hao, pallavolista cinese
- 22 marzo - Chris Barker, calciatore inglese († 2020)
- 22 marzo - Shannon Bex, cantante e ballerina statunitense
- 22 marzo - Begoña Fernández, ex pallamanista spagnola
- 22 marzo - Gregor Ferretti, cantautore italiano
- 22 marzo - Wim Fissette, allenatore di tennis e ex tennista belga
- 22 marzo - Nikola Janović, ex pallanuotista montenegrino
- 22 marzo - Matias Loppi, ex hockeista su ghiaccio finlandese
- 22 marzo - Kandyse McClure, attrice sudafricana
- 22 marzo - Marc Reichert, ex hockeista su ghiaccio svizzero
- 23 marzo - Asaf Avidan, cantautore, musicista e polistrumentista israeliano
- 23 marzo - Érika Coimbra, ex pallavolista brasiliana
- 23 marzo - Luca Conte, ex cestista italiano
- 23 marzo - Ryan Day, giocatore di snooker gallese
- 23 marzo - Riccardo Gissi, ex calciatore italiano
- 23 marzo - Kafétien Gomis, lunghista francese
- 23 marzo - Goran Ikonić, ex cestista e allenatore di pallacanestro bosniaco
- 23 marzo - Kateřina Křížová, ex cestista ceca
- 23 marzo - Michael Nelson, allenatore di calcio e ex calciatore inglese
- 23 marzo - Roberto Rolfo, pilota motociclistico italiano
- 23 marzo - Ljudmila Skavronskaja, ex tennista russa
- 23 marzo - Edrissa Sonko, ex calciatore gambiano
- 23 marzo - Simone Toni, attore teatrale e regista teatrale italiano
- 24 marzo - Ramzi Abid, ex hockeista su ghiaccio canadese
- 24 marzo - Rashed Al-Dosari, calciatore bahreinita
- 24 marzo - Gianluca Bollini, dirigente sportivo e ex calciatore sammarinese
- 24 marzo - Marcelo Ramiro Camacho, ex calciatore brasiliano
- 24 marzo - Antonio Capuozzo, giocatore di calcio a 5 italiano († 2020)
- 24 marzo - Cándido Carrera, copilota di rally spagnolo
- 24 marzo - Luke Edwards, attore statunitense
- 24 marzo - Michelle Greco, ex cestista statunitense
- 24 marzo - Stavrion Lako, ex calciatore albanese
- 24 marzo - Nancy Scozzari, ex cestista italiana
- 24 marzo - Jobey Thomas, ex cestista statunitense
- 24 marzo - Rodolfo Valenti, ex cestista italiano
- 24 marzo - Anastasios Venetīs, ex calciatore greco
- 24 marzo - Eric Vernan, ex calciatore giamaicano
- 25 marzo - Edoardo Braiati, ex calciatore italiano
- 25 marzo - Mirco Della Vecchia, artigiano e dirigente d'azienda italiano
- 25 marzo - Nicolas Devilder, ex tennista francese
- 25 marzo - Bassirou Diomaye Faye, politico senegalese
- 25 marzo - Eduardo Fischer, nuotatore brasiliano
- 25 marzo - Bojan Isailović, ex calciatore serbo
- 25 marzo - Hanno Koffler, attore tedesco
- 25 marzo - Tinsel Korey, attrice e musicista canadese
- 25 marzo - Kina Malpartida, pugile peruviana
- 25 marzo - Ciarán Martyn, ex calciatore irlandese
- 25 marzo - Immanuel McElroy, ex cestista statunitense
- 25 marzo - Olivier Patience, ex tennista francese
- 25 marzo - Kathrine Sørland, modella norvegese
- 25 marzo - Kerem İnan, ex calciatore turco
- 26 marzo - Marianne Andersen, orientista norvegese
- 26 marzo - Daniel Bogdanović, ex calciatore maltese
- 26 marzo - Michael Bree, ex cestista irlandese
- 26 marzo - Margaret Brennan, giornalista statunitense
- 26 marzo - Roberto García, pugile messicano
- 26 marzo - Eva-Maria Grein von Friedl, attrice tedesca
- 26 marzo - Pascal Hens, ex pallamanista tedesco
- 26 marzo - Pati Yang, cantante e musicista polacca
- 26 marzo - Doug Janik, allenatore di hockey su ghiaccio e ex hockeista su ghiaccio statunitense
- 26 marzo - Elton Nesbitt, ex cestista statunitense
- 26 marzo - Lisa Oldenhof, canoista australiana
- 26 marzo - Sérgio Paulinho, ex ciclista su strada portoghese
- 26 marzo - Ali Rial, ex calciatore algerino
- 26 marzo - Laurence Thoms, ex sciatore alpino figiano
- 26 marzo - Richie Wellens, allenatore di calcio e ex calciatore inglese
- 26 marzo - Stefan Zisser, dirigente sportivo e ex hockeista su ghiaccio italiano
- 27 marzo - Ziad Bakri, attore, regista e direttore della fotografia palestinese
- 27 marzo - Gianpaolo Bellini, allenatore di calcio e ex calciatore italiano
- 27 marzo - Cesare Cremonini, cantautore italiano
- 27 marzo - Nicolas Duvauchelle, attore francese
- 27 marzo - Maria Sole Mansutti, attrice italiana
- 27 marzo - Tai Orathai, cantante e attrice thailandese
- 27 marzo - Michaela Paštiková, ex tennista ceca
- 27 marzo - María Noel Riccetto, ex ballerina e direttrice artistica uruguaiana
- 27 marzo - Maksïm Şevçenko, ex calciatore kazako
- 28 marzo - Mauro Andrizzi, regista cinematografico e sceneggiatore argentino
- 28 marzo - Wade Bishop, ex sciatore alpino statunitense
- 28 marzo - Cécile Corbel, cantante e arpista francese
- 28 marzo - Rod Ferrell, criminale statunitense
- 28 marzo - Sergej Makarov, pallavolista russo
- 28 marzo - Kaeo Pongprayoon, pugile thailandese
- 28 marzo - Angela Rayner, politica e sindacalista britannica
- 28 marzo - Rasmus Seebach, cantante danese
- 28 marzo - Massimo Stevanoni, hockeista in-line e ex hockeista su ghiaccio italiano
- 28 marzo - Albert Streit, ex calciatore rumeno
- 28 marzo - Olivier Thomert, calciatore francese
- 28 marzo - Oliver Vogt, ex cestista svizzero
- 28 marzo - Luke Walton, ex cestista e allenatore di pallacanestro statunitense
- 29 marzo - Robert Archibald, cestista britannico († 2020)
- 29 marzo - Natalia Avelon, attrice e cantante tedesca
- 29 marzo - Chris D'Elia, comico e attore statunitense
- 29 marzo - Bill Demong, ex combinatista nordico statunitense
- 29 marzo - Gintaras Kadžiulis, ex cestista e allenatore di pallacanestro lituano
- 29 marzo - Kim Tae-hee, attrice sudcoreana
- 29 marzo - Bruno Ramón Silva Barone, allenatore di calcio e ex calciatore uruguaiano
- 29 marzo - Pablo Urtasun, dirigente sportivo e ex ciclista su strada spagnolo
- 29 marzo - Hamzah bin al-Husayn, militare giordano
- 30 marzo - Maria Concetta Cacciola, italiana († 2011)
- 30 marzo - Catarina Camufal, ex cestista angolana
- 30 marzo - Bibiano Fernandes, artista marziale misto brasiliano
- 30 marzo - Orion Garo, ex cestista albanese
- 30 marzo - Slavčo Georgievski, ex calciatore macedone
- 30 marzo - Fiona Gubelmann, attrice statunitense
- 30 marzo - Karina LeBlanc, ex calciatrice canadese
- 30 marzo - Katrine Lunde Haraldsen, pallamanista norvegese
- 30 marzo - Kristine Lunde-Borgersen, ex pallamanista norvegese
- 30 marzo - Ricardo Osorio, ex calciatore messicano
- 30 marzo - Andrea Pecile, ex cestista, allenatore di pallacanestro e dirigente sportivo italiano
- 30 marzo - Dmitrij Poljanin, ex calciatore russo
- 30 marzo - Mauricio Vila Dosal, politico e avvocato messicano
- 30 marzo - Brooke Wyckoff, ex cestista e allenatrice di pallacanestro statunitense
- 30 marzo - Dragan Šolak, scacchista serbo
- 31 marzo - Martin Albrechtsen, calciatore danese
- 31 marzo - Anna Barthold, ex cestista svedese
- 31 marzo - Matias Concha, ex calciatore svedese
- 31 marzo - Ana Copado, pallanuotista spagnola
- 31 marzo - Riccardo Corallo, allenatore di calcio e ex calciatore italiano
- 31 marzo - José Henrique Souto Esteves, ex calciatore portoghese
- 31 marzo - Malik Joyeux, surfista francese († 2005)
- 31 marzo - Vital' Koval', hockeista su ghiaccio bielorusso
- 31 marzo - Edgars Masaļskis, ex hockeista su ghiaccio lettone
- 31 marzo - Kate Micucci, attrice e comica statunitense
- 31 marzo - Bernadett Németh, ex cestista ungherese
- 31 marzo - Adam Rapa, trombettista, compositore e arrangiatore statunitense
- 31 marzo - Michael Ryder, hockeista su ghiaccio canadese
- 31 marzo - Maaya Sakamoto, attrice, doppiatrice e cantante giapponese
- 31 marzo - Pa Dembo Touray, ex calciatore gambiano